# 海因斯贝格
海因斯贝格是德国北莱茵-威斯特法伦州科隆行政区内的一座城市，它是德国最西的县城。

## 地理

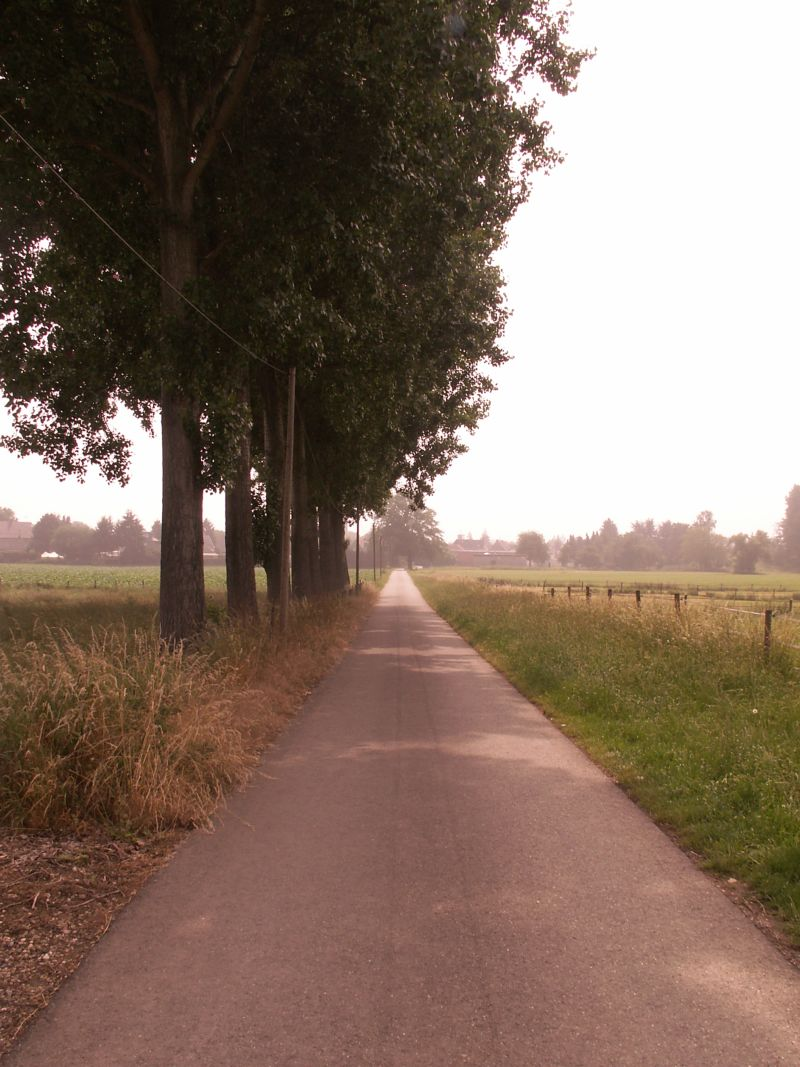
海因斯贝格郊野一景

海因斯贝格是德国最西的县城，位于门兴格拉德巴赫西南32千米、亚琛以北35千米处，鲁尔河河谷的西南端。从这里露尔河河谷向荷兰漏斗似地展开。在东北方露尔河数千米长构成市的边界。鲁尔河的一条支流武爾姆河流经市区。海因斯贝格的最高处位于城市的南边界，海拔85米，最低处位于城市北部与荷兰的边界上，海拔28米。

### 地质
海因斯贝格周围的地区主要是通过冰川期和今天的农业耕作形成的。这里的土壤主要是默兹河和莱茵河的沉积。在上部主要是莱茵河的沉积岩。后来黃土覆盖在上面，形成了一块微有起伏的平原。在乌尔姆河以西黄土逐渐被粘土取代。风化和小河的冲刷导致了今天的地形。在西部与荷兰的边境上有一道斷層。从这里到露尔河有阶梯状的地形。这些阶梯与露尔河平行。城市西北的露尔河河谷由粘土和下面的卵石组成。
露尔河河谷是第三紀的时候形成的，它是德国地质上和地震学上最活跃的地区。在这里西边的露尔磐和东边的芬洛磐形成断层，它是莱茵河低地地区最重要的断层。它的运动不断造成地震。最近最强烈的一次发生于1992年4月13日，强度为里氏5.9级。它是自1756年以来中欧最强烈的地震。

### 水域
除露尔河和乌尔姆河外市内还有一条小溪，它的源头位于市西，它向北流，最后汇入露尔河。过去市内还有一条溪流，但是由于地下水水位下降已经几乎终年无水了。第二次世界大战前市内还有一条中世纪时挖的运河，过去这条运河上有众多水磨，第二次世界大战中其河床被炸弹摧毁，战后没有再修复。在市区的北端还有一座人工造的湖，它过去也是用来推动水磨的。

### 周边镇
海因斯贝格的东、南和西面被海因斯贝格县的镇环绕，北面与荷兰的林堡省接壤。

### 行政区划
海因斯贝格分13个市区。

## 历史
第二次世界大战后人们在今天的一条街道100厘米以下发现了一条罗马街道。根据同地被发现的银币可以确定该街道是公元98至117年之间被使用的。在一座教堂内的发掘发现了法兰克王国前的墓葬，也许这是今天的海因斯贝格的前身的遗迹。当时的居民点估计主要集中在今天的城堡山和教堂山附近。这个遗迹是今天莱茵兰地区遗留下来的最大的城寨城堡。在这里，在露尔河河谷的边缘海因斯贝格的领主建造了他们的城堡。城堡的前堡通过一道人工挖的沟与主堡隔开。这里也产生了海因斯贝格最早的教堂。最早已知的领主哥德温一世于1085年在文献中被提到，他的领地还包括马斯特里赫特东边的一座城堡。他的夫人在海因斯贝格建立了一座修道院。他的儿子哥德温二世又建立了一座修道院。哥德温二世不肯交出康拉德三世下令他交出的一块领地，因此导致康拉德三世命令林堡公爵亨利二世于1144年摧毁了海因斯贝格。

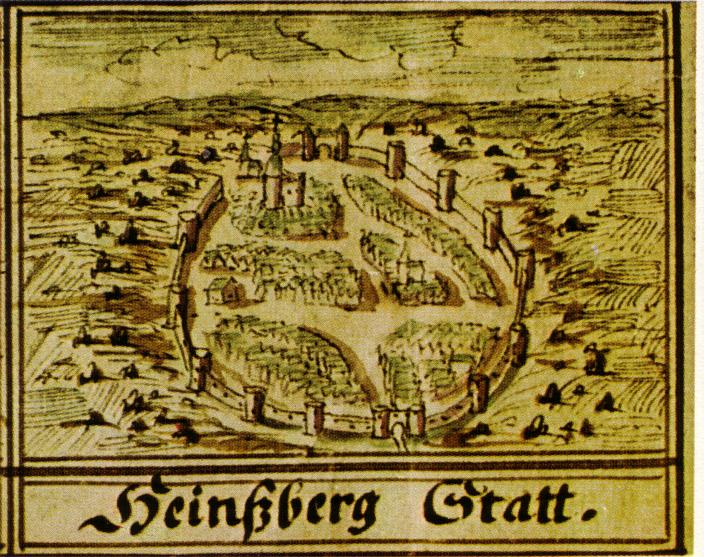
约1720年的海因斯贝格

直到1255年海因斯贝格才在另一份文献中被提到，这次作为城市。通过依附低莱茵兰最有势力的领主海因斯贝格的领主得以保存他们的领地：到1288年为止他们依附科隆，此后依附布拉班特，1371年后他们依附于利希，从15世纪初开始又衣服布拉班特。1448年这个贵族家族无男嗣灭绝。通过女嗣的婚姻领地最后于1484年归属于利希公爵。城堡成为公爵管理机构的驻地。1543年海因斯贝格在一场遗产纠纷战争中被神圣罗马帝国皇帝的军队占领并部分摧毁。城堡则可能是17世纪被路易十四的军队摧毁的，但是具体它是什么时候被毁的没有历史纪录。
1683年市内发生大火，整个市中心包括市场广场上的市政大厦全部被毁。1794年法国革命军来到露尔河畔，奥地利的守军进驻海因斯贝格。1794年10月2日法军驱逐奥军，并开始在露尔河上筑桥。海因斯贝格和莱茵河以西的其它地方一样被并入法国。

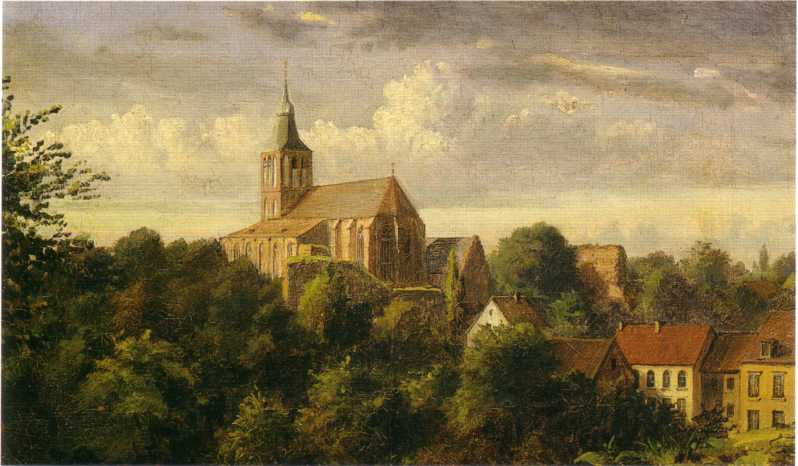
19世纪的海因斯贝格

维也纳会议后海因斯贝格于1816年被并入普鲁士，成为普鲁士的一个县城。第一次世界大战后从1918年到1919年法国军队驻扎在这里，从1919年到1926年比利时军队驻扎在这里。1932年海因斯贝格被取消县城的地位。1944年11月16日盟军对海因斯贝格进行了强烈轰炸。
1972年海因斯贝格重新成为县城。

## 宗教

### 天主教

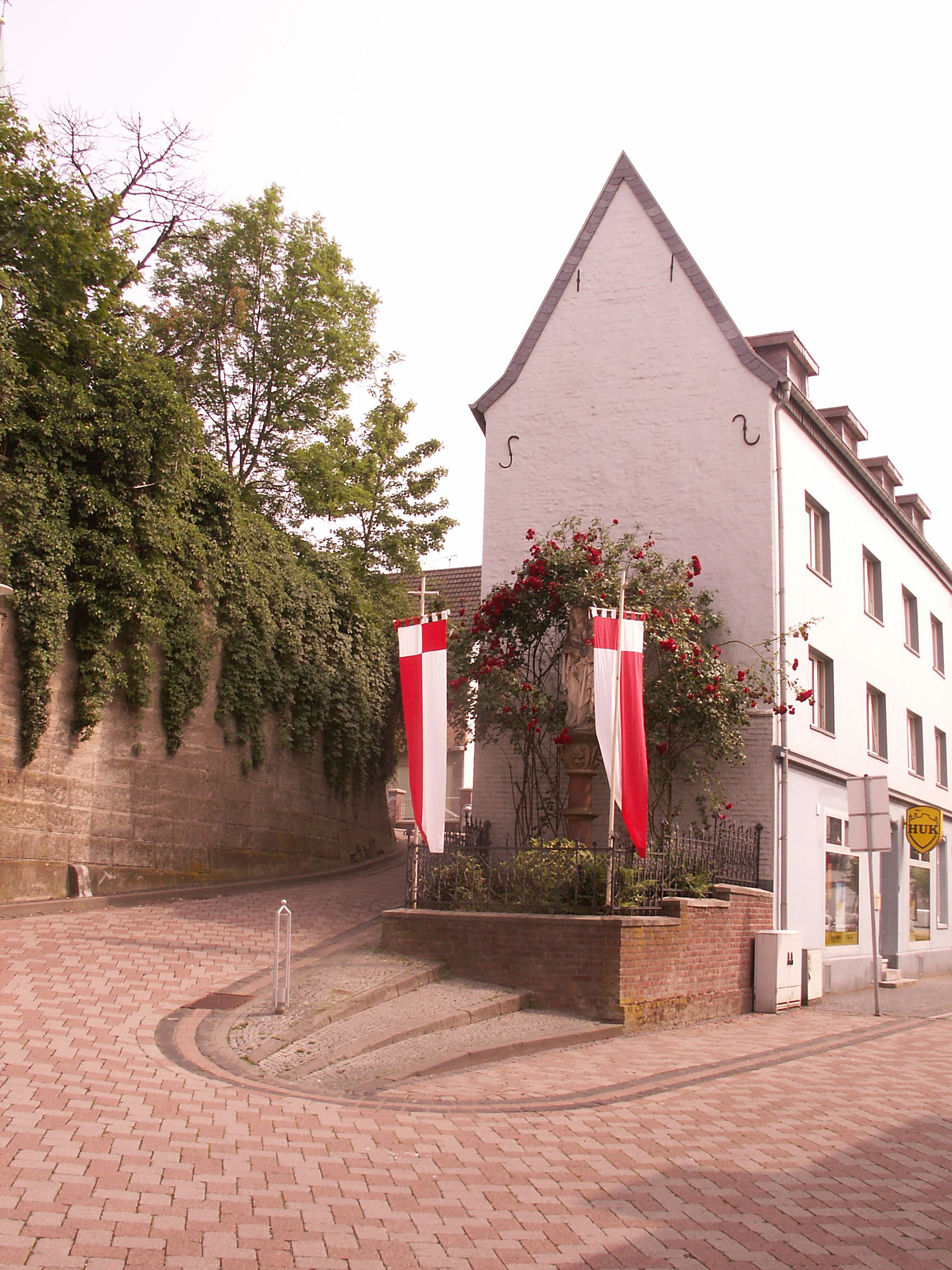
基督圣体节的旗帜

通过考古发掘可以推测在曾经有过一座罗马式前或者早期罗马式的教堂。12世纪一座巴西利卡取代了它。这座教堂的地下墓室保存下来了。今天的哥特式晚期教堂是15世纪初至15世纪中建造的。在法国大革命前海因斯贝格属于列日教省。拿破仑一世与教宗达成的协议把它分给新成立的亚亨教省。1821年普鲁士时期亚亨教省被取消，海因斯贝格属于科隆大教省。1930年亚亨教省重建，海因斯贝格又属于它。第二次世界大战中教堂受破坏严重，1951年至1955年修复。

#### 修道院
海因斯贝格市区内曾经有过八座修道院，其中三座今天还在市内。

### 新教
早在1528年就有新教牧师到这里来，其中有些是再洗礼派的或者比较亲近他们的。1553年市内形成了一个新教教会，他们受邻近的荷兰加爾文主義影响很深。16世纪通过赠送他们在市外获得了一块地，并建立了一直使用到今天的墓地。17世纪初估计市内半数的教廷信新教，尤其有钱和有名声的教廷信新教。其原因是因为于里希公爵容忍新教，或者亲新教。但是1613年公爵改信天主教，新教开始受迫害。公共的神事被禁止，教堂和学校被关闭没收。直到1672年情况才有所改善，虽然如此此后很久新教教会未能恢复过去的势力。1817年市内只有12个信奉新教的家庭。1665年新教徒又在市内买地建造教堂。这座教堂在第二次世界大战中被毁，1951年才在别的地方重新建造。1963年他们又建造了第二座教堂。通过移民在第二次世界大战后以及在1980年代中开始市内迁移来了许多新教徒。今天新教教会共有5000多名信徒，他们大多是信義宗的。

### 犹太教
1642年时市内一共有四名犹太人。1771年首次提到一座猶太會堂。1800年政府关闭了第一座犹太墓地，原因是因为它已经三次重复使用。1808年法国人进行的统计数据为市内有213名犹太人，1811年建造第二座会堂。1927年海因斯贝格有65名犹太人，1933年5月1日47名。第三帝国时期所有犹太人都被驱逐。1942年所有还没有逃跑的犹太人都被运走。水晶之夜犹太会堂被玷污和洗劫，建筑物本身于1944年11月16日在空袭中被摧毁。

## 政治

### 市议会
从2009年10月21日起市议会的组成如下：
- 德国基督教民主联盟：27席
- 德国社会民主党：7席
- 德国自由民主党：5席
- 德国绿党：3席
- 德国左派党：1席
- 选民组：1席

### 市徽
红色的底上一只向右看的、带王冠和两条尾巴的银狮子。这个市徽是从过去海因斯贝格领主的徽章引申过来的。市色是红色和白色。

### 友好城市
- 波蘭奧濟梅克，1992年

## 文化和名胜

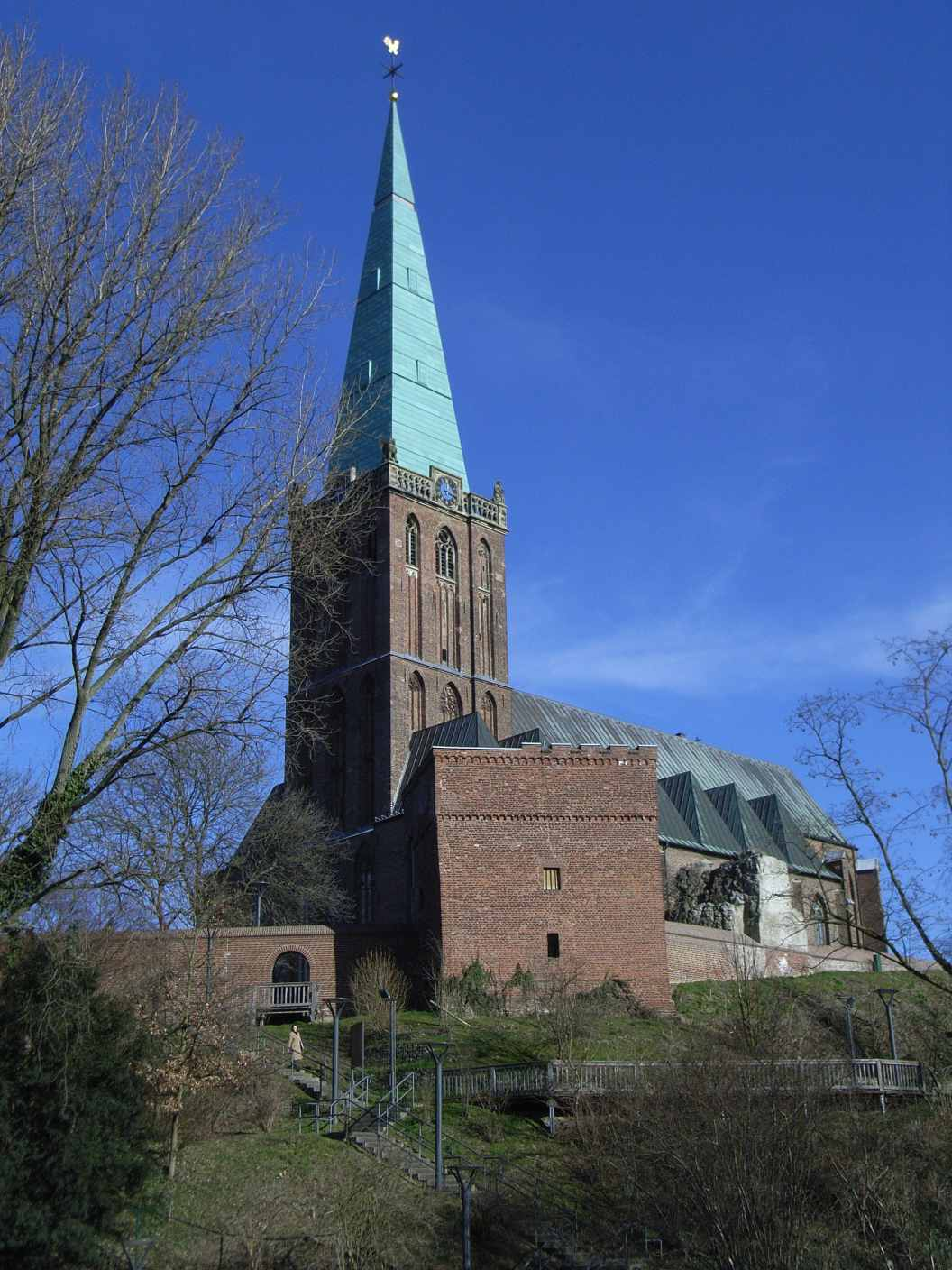
城堡和教堂山

### 博物馆
- 县博物馆
- 家乡博物馆

### 建筑物
哥特式晚期的主教堂于2004年获得了一个新钟楼顶。老钟楼顶于1944年11月16日被破坏严重，1945年12月28日在狂风中倒塌。教堂的地下墓地是罗马式的，还源于其前一代的教堂。教堂内哥特式的洗礼盆是1500左右铸的。教堂内还有海因斯贝格领主的墓。

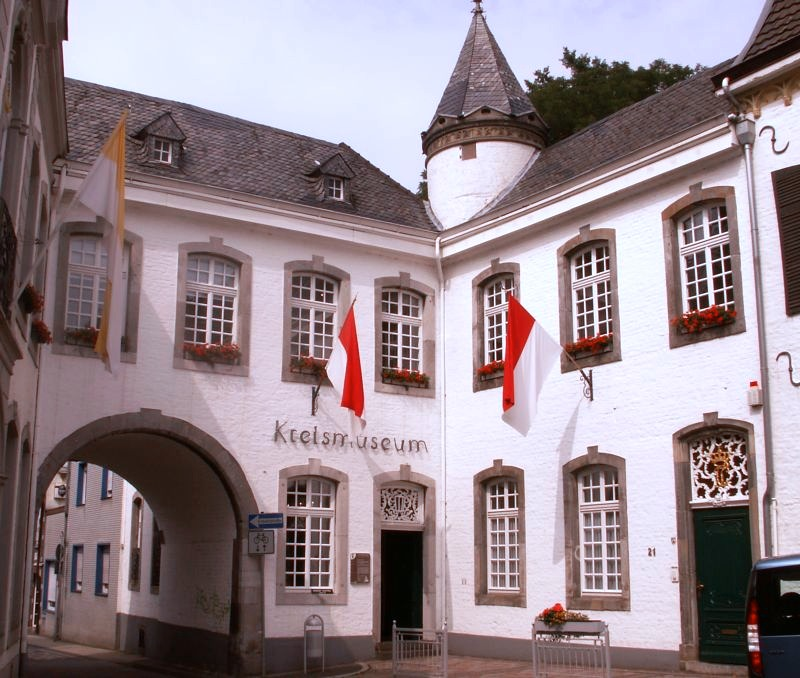
门洞楼

在教堂山上部分中世纪的城墙和两座守卫塔遗留下来了。在16世纪初和中这个部分被加固。2005年它们和附近的城堡山一起被修复。
16世纪建造的门洞楼今天是县博物馆。18世纪时它被改造为巴洛克风格。

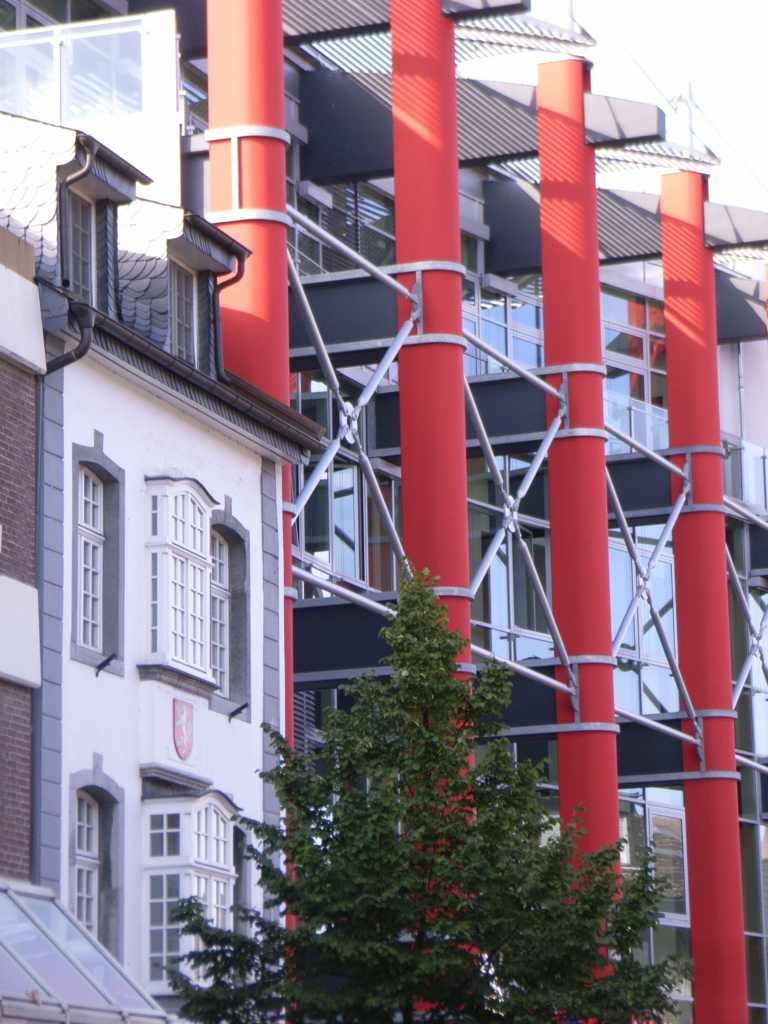
巴洛克市民建筑表面和现代银行建筑

市内仅有一座巴洛克式的市民建筑。这座建筑是1635年城市大火后于1636年重建的，它的巴洛克正面是18世纪造的。它的周围都是现代的建筑。
市区内还有一座风车。

### 饮食
1876年荷兰鸡蛋酒在这里被发明。当时的那座建筑在1944年的轰炸中完全被毁。

## 经济和基础结构

### 铁路
海因斯贝格有一条铁路支线通过，但是只被货运车辆使用。目前有计划重新

#### 公共汽车

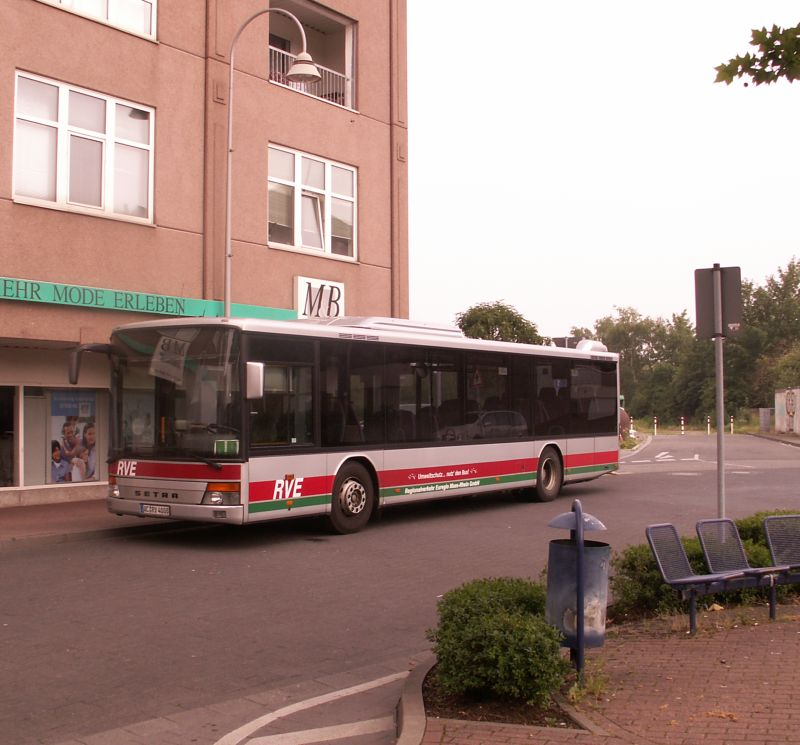
海因斯贝格汽车总站

从海因斯贝格有多条公共汽车线路去附近的村落。

#### 公路
联邦第46号高速公路在海因斯贝格有一个接口。
联邦公路221通过市区。

### 企业和经济情况

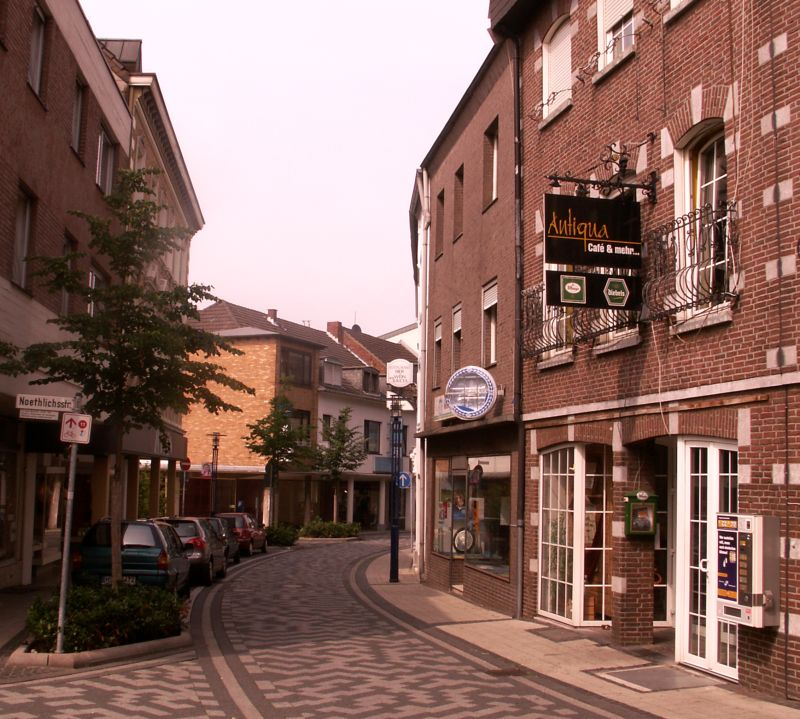
市中心的商店

由于良好的地理位置，充分的营业面积，交通房变以及税收低海因斯贝格的经济条件良好。它过去是一个煤矿地区，因此在更改其经济结构的过程中获得政府资助。
- 哈蔡特工具
- 喜瑞鱼缸系统

### 媒体
- 海因斯贝格日报
- 《海因斯贝格周报》，免费周报
- 海因斯贝格县地方电视台
- “西方电波”电台于2007年5月15日关闭

### 公共设施

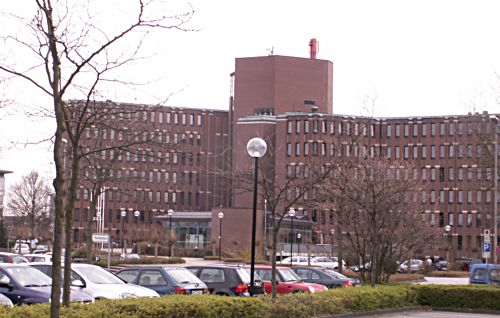
海因斯贝格县医院

- 县政府
- 县警察局
- 地方法院
- 卫生局
- 海关
- 海因斯贝格监狱
- 市图书馆

### 卫生设施
海因斯贝格市医院提供基本设施。它有外科、内科、妇科、耳鼻喉科和麻醉科，以及一个眼科外科手术室、一个糖尿病中心和一个胸科中心。
2020年3月新冠疫情期間海因斯贝格是重度疫區，人口五萬人中一個月內約一千多人感染，縣長史蒂芬普施在醫療物資耗盡時寫公開信向中華人民共和國求援。

#### 历史
1861年11月21日海因斯贝格开始了一个穷人院。从1891年开始这个设施主要接待病人。1925年开始有一名外科医生在这个有50张病床的医院里工作。1929年3月19日医院使用新造的建筑。
从1934年开始医院开始做强迫性绝育手术。从1934年到1944年共239名海因斯贝格“下等人种”成员以及数量不明的来自周边地区的人被强迫绝育。
第二次世界大战后在1940和1950年代里医院重建和扩建。1981年起教会撤出，市医院成立为公司，市政府为其唯一所有人。1990年代里再次扩建。

### 教育
- 十座小学
- 两座国民中学
- 两座实科中学
- 一座文理中学
- 一座学习缺陷学生学校
- 一座智弱学生学校
- 国民高校
- 青年音乐学校

## 名人
- 菲利一世·冯·海因斯贝格，约出生于1130年，逝世于1191年8月13日，神圣罗马帝国总理，科隆大主教
- 英格伯特二世·冯·法尔肯堡，约出生于1220年，逝世于1274年10月20日，第56世科隆大主教
- 约翰八世·冯·海因斯贝格，逝世于1459年10月19日，于利希主教
- 让-弗朗索瓦·奥本，出生于1721年10月9日，逝世于1763年1月21日，法国国王路易十五的御用家具工匠

## 书籍
- 。出版社，埃尔福特，2007年，ISBN 978-3-86680-206-3